# Eois macrozeta
Eois macrozeta là một loài bướm đêm trong họ Geometridae.